# Alf Åkerman
Knut Lennart Alf Åkerman, född 24 februari 1923 i Lund, död 30 januari 1999 i Släp, var en svensk civilingenjör och bankman.

## Biografi
Åkerman var son till professor Åke Åkerman och dennes hustru Hildur. Han tog 1949 civilingenjörsexamen vid Kungliga Tekniska Högskolan i Stockholm och civilekonomexamen vid Handelshögskolan 1954. Han bedrev därefter vidare studier vid MIT i USA åren 1954–1955.
Åkerman började sin yrkeskarriär vid Reymersholms Industri AB där han var verksam under en tioårsperiod innan han 1959–1967 hade tjänst som överingenjör och vice VD i Marabou AB. Han var därefter verkställande direktör vid Skandinaviska Banken åren 1968–1984 och i Skandinaviska Enskilda Banken i Göteborg 1970–1984.
Åkerman innehade också ett stort antal uppdrag och var under 1970–1980-talen en av de mest inflytelserika personerna i det svenska näringslivet. Bland hans mera framträdande uppdrag kan nämnas
- Styrelseledamot i Boliden AB 1969–1986 och ordförande från 1974,
- Styrelseledamot i SKF AB från 1972,
- Styrelseledamot i SEB 1972–1985,
- Styrelseledamot i Perstorp AB 1972–1991 och ordförande från 1974,
- Styrelseledamot i Svenska BP AB 1979–1991 och ordförande från 1981,
- Styrelseordförande i Trygg-Hansa SPP Holding AB från 1989, samt olika styrelseuppdrag i bl. a. AB Papyrus, NCC, Mölnlycke AB, Kabi-Pharmacia och Johnson Line.

Han var också ledamot i Ingenjörsvetenskapsakademin från 1973 och dess preses 1985–1987. Alf Åkerman är begravd på Billdals kyrkogård i Göteborg.

## Hedersbetygelser
Åkerman blev teknologie hedersdoktor vid Chalmers i Göteborg 1985 och medicine hedersdoktor vid Göteborgs universitet 1991,  och tilldelades 1997 Chalmersmedaljen. Han tilldelades också IVA:s tacktecken 1987. År 1988 tilldelades han Illis Quorum i tolfte storleken.